# Bataille de Caspe
Guerre d'Espagne
La bataille de Caspe se déroule du 16 au 17 mars 1938 pendant l'offensive d'Aragon lors de la guerre d'Espagne.

## Contexte
Après la bataille de Teruel, l'armée républicaine en Aragon est exsangue et mal équipée. En mars 1938, une force nationaliste comptant 150 000 hommes et plus de 900 avions lance une offensive en Aragon, perçant le front républicain. La plupart des unités républicaines battent en retraite, mais d'autres poursuivent le combat.

## La bataille
Le 9 mars 1938, les nationalistes avancent de 36 kilomètres. Le lendemain, ils occupent Belchite, tenue par la XVe brigade internationale, et progressent en direction de Caspe,. Le commandant en chef de l'armée républicaine, Vicente Rojo Lluch, donne l'ordre d'établir une ligne de défense dans le centre-ville.
Le 16 mars, trois divisions nationalistes, dirigées par Fernando Barron, Agustín Muñoz Grandes et Bautista Sánchez, encerclent la ville, tenue par la XVe brigade internationale. Le lendemain, Caspe tombe malgré la résistance héroïque des brigadiers.